# Бали (море)
Море Бали (на английски: Bali sea; на индонезийски: Laut Bali) е междуостровно море на Тихия океан в Малайския архипелаг, на територията на Индонезия. На север се простира до островите Кангеан и остров Мадура, където се свързва с Яванско море, а на запад и югозапад до бреговете на остров Ява. На юг мие бреговете на островите Бали, Ломбок и Сумбава и чрез протоците между тях (Бали, Ломбок и Алас) се свързва с Индийския океан. На изток границата му с море Флорес преминава от най-северната точка на остров Сумбава през крайния западен остров от о-вите Тенга и достига до о-вите Кангеан.
Дължина от изток на запад 525 km, ширина до 140 km, площ 119 хил.km2, средна дълбочина 411 m, максимална 1590 m. Температура на водата 27 – 28 °C, соленост 33,0 – 34,0‰. Приливите са смесени с височина до 1,7 m. Главни пристанища: Сурабая (на остров Ява), Сампанг и Суменеп (на остров Мадура).